# Sint-Martinuskerk (Haren)
De Sint-Martinuskerk (Duits: Kirche Sankt Martinus) is een rooms-katholieke kerk kerkgebouw in Haren, Landkreis Emsland. In de volksmond wordt het barokke bouwwerk ook wel de Dom van Eemsland (Emsland-Dom) genoemd. De kerk biedt plaats aan 800 gelovigen.

## Geschiedenis

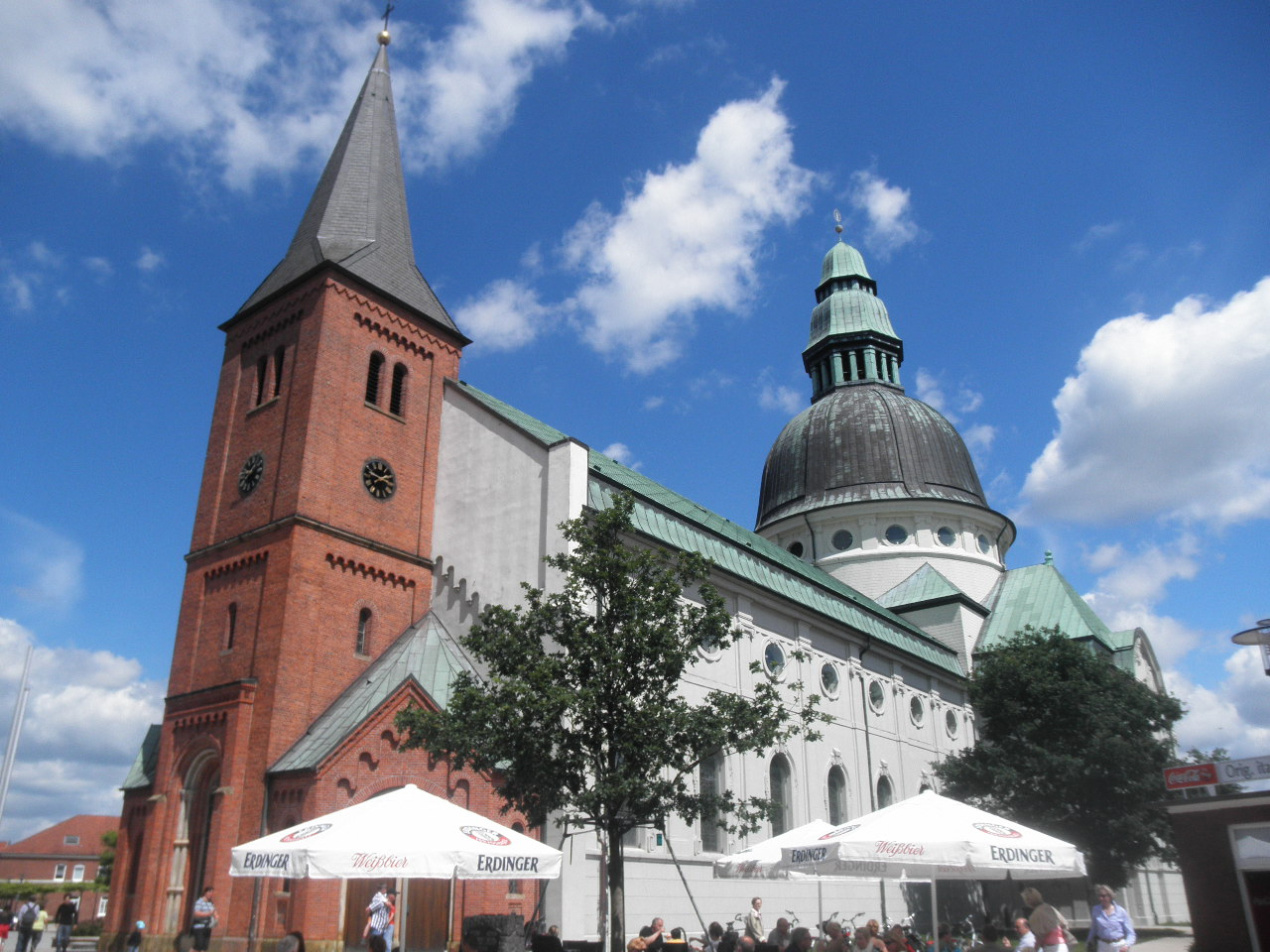
De neoromaanse toren

De Sint-Martinuskerk werd in de jaren 1908-1911 naar een ontwerp van de architect Ludwig Becker gebouwd. De wijdingsdatum is 14 september 1911. Het gebouw verving een neoromaanse kerk uit 1853-1854, die destijds de middeleeuwse kerk verving. Van de neoromaanse kerk bleef de westelijke klokkentoren, met daarin drie klokken uit 1510, 1650 en 1921, en de aan de barokke stijl van de nieuwbouw aangepaste zijmuren behouden. 
De bouw werd voor een belangrijk deel mogelijk gemaakt door de twee textielondernemers Henri en Stefan Esders. Zij beloofden dat wanneer hun ouders het gouden huwelijk konden vieren, zij een groot bedrag ter beschikking zouden stellen aan charitatieve doelen. Nadat de ouders inderdaad het gouden huwelijk beleefden, kwamen de broers de belofte na en schonken 110.000 Mark, ongeveer helft van de totale bouwkosten. Ter ere van de broers stellen de belangrijkste vensters van de beide zijschepen de naamspatronen van hen voor, de heilige Hendrik en de steniging van Stefanus.
In 2011 vierde de parochie het 100-jarig jubileum van de kerk. Ter gelegenheid hiervan vervaardigde de kunstenaar Paul Brandenburg een deksel voor het doopvont uit 1200.  

## Interieur
- Het laatromaanse doopvont dateert uit 1200 en heeft nog in de eerste kerk van Haren gestaan. Het betreft een doopvont van het Bentheimer type.
- Het grote barokke hoogaltaar wordt versierd door vier levensgrote houten beelden van Petrus en Martinus (links) en Frederik en Paulus (rechts). Het altaarschilderij is een werk van  Gerhard Lammers en toont de opgestane Heer.
- Het orgel werd in 1970 door de orgelbouwfirma Kreienbrink gebouwd. Het sleeplade-instrument heeft 39 registers (circa 3000 pijpen) verdeeld over drie manualen en pedaal.

## Afmetingen
Het neoromaanse drieschepige kerkschip van de oude kerk werd verbouwd tot een 15 meter brede hal. De binnenruimte van het schip, transept en koor is overdekt met een 15 meter hoog tongewelf, het koepelgewelf rijkt tot een hoogte van 27 meter. De lengte van de kerk bedraagt zonder de toren 58,75 meter. Het transept meet 29,95 breed en 15,05 meter lang. De machtige koepel heeft een hoogte van 58 meter en wordt bekroond door een dubbele lantaarn.

## Afbeeldingen

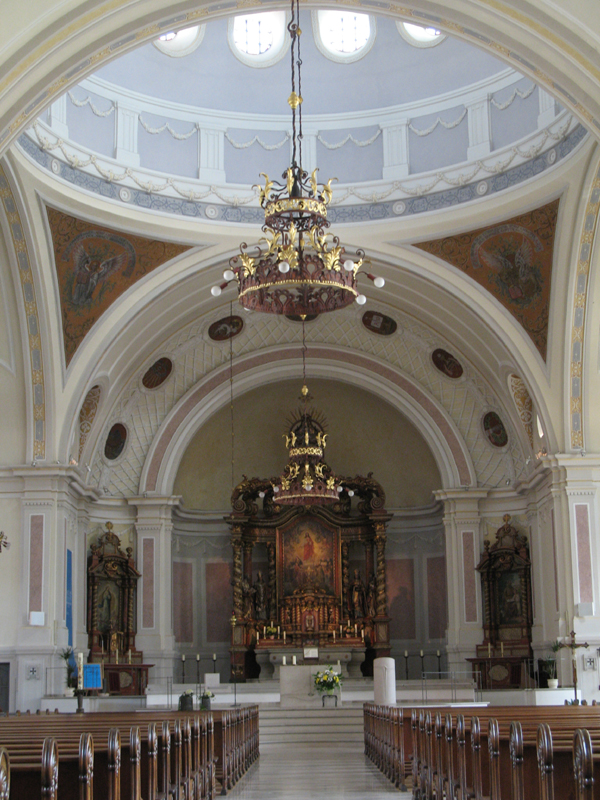
Overzicht interieur
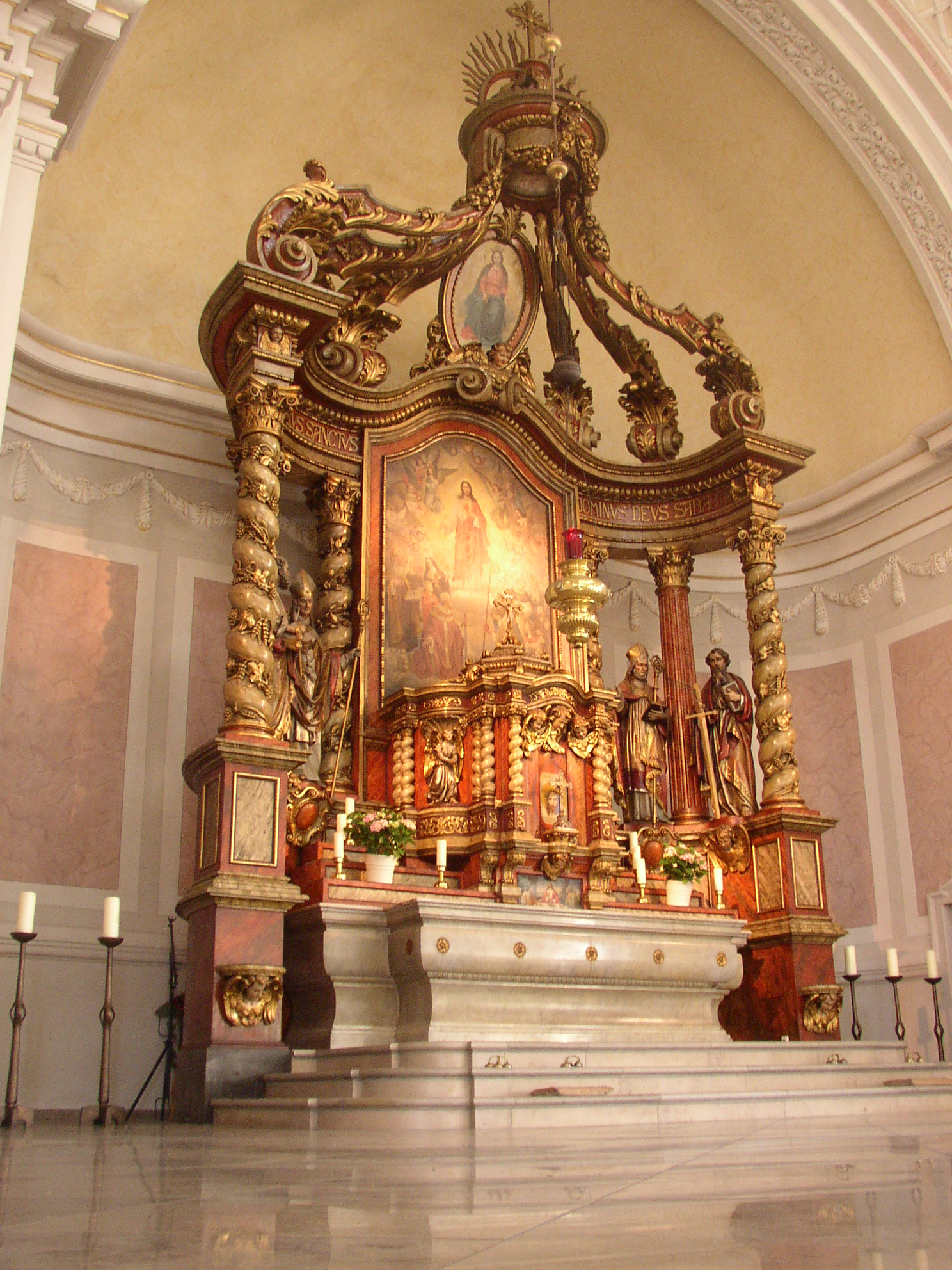
Altaar
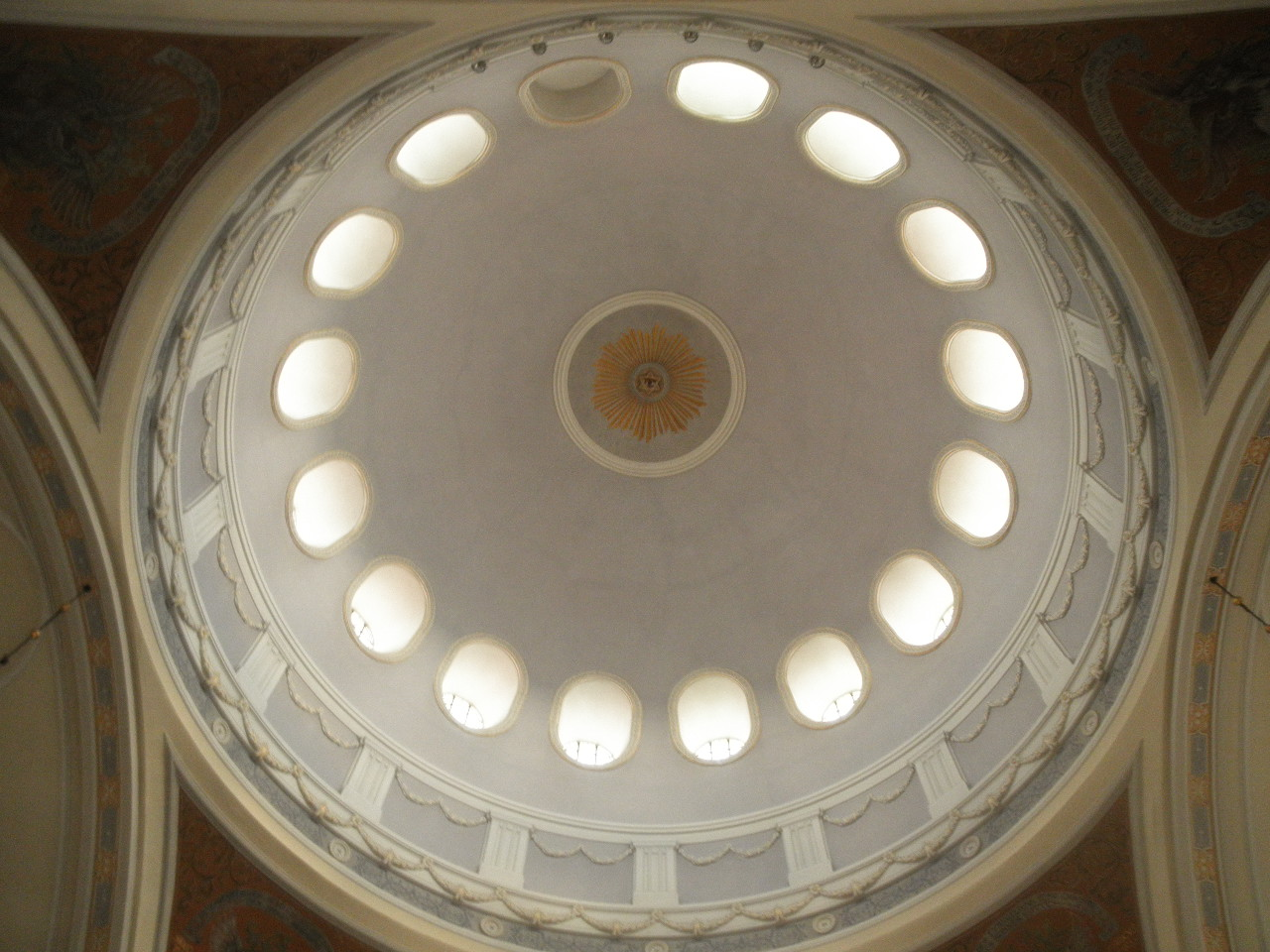
Koepel